# 近代社会思想コレクション
近代社会思想コレクション（きんだいしゃかいしそうコレクション）とは、京都大学学術出版会による、西欧近代の社会思想著作の翻訳叢書。2008年から刊行開始。

## 概要
21世紀を迎え、近代の枠組みが揺らぐ中で、「そもそも近代/近代思想とは何だったのか？」を問い直し、新たな指針を打ち出すべく、当時まで約10年続いてきた西洋古典学（ギリシア語・ラテン語古典）シリーズ「西洋古典叢書」に加え、当シリーズを開始したとされる。
「西洋古典叢書」と同じく、まだ日本で翻訳（邦訳）されていないマイナーな作品を中心に、翻訳作業が進められている。
2008年から刊行を開始し、年に2冊程度のペースで刊行されている。

## 刊行
| No. | 書名                                | 著者                                           | 訳者                              | 出版年  |
| --- | ----------------------------------- | ---------------------------------------------- | --------------------------------- | ------- |
| 01  | 市民論                              | トーマス・ホッブズ                             | 本田裕志                          | 2008/10 |
| 02  | 郷土愛の夢                          | ユストゥス・メーザー                           | 肥前榮一 山崎彰 原田哲史 柴田英樹 | 2009/04 |
| 03  | 道徳哲学序説                        | フランシス・ハッチソン                         | 田中秀夫 津田耕一                 | 2009/10 |
| 04  | 政治論集                            | デイヴィッド・ヒューム                         | 田中秀夫                          | 2010/06 |
| 05  | 功利主義論集                        | ジョン・スチュアート・ミル                     | 川名雄一郎 山本圭一郎             | 2010/12 |
| 06  | 富の分配の諸原理 1                  | ウィリアム・トンプソン                         | 鎌田武治                          | 2011/10 |
| 07  | 富の分配の諸原理 2                  | ウィリアム・トンプソン                         | 鎌田武治                          | 2012/01 |
| 08  | 人間論                              | トーマス・ホッブズ                             | 本田裕志                          | 2012/07 |
| 09  | 市民法理論                          | シモン＝ニコラ＝アンリ・ランゲ                 | 大津真作                          | 2013/01 |
| 10  | 永久平和論 1                        | シャルル＝イレネ・カステル・ド・サン＝ピエール | 本田裕志                          | 2013/10 |
| 11  | 永久平和論 2                        | シャルル＝イレネ・カステル・ド・サン＝ピエール | 本田裕志                          | 2013/12 |
| 12  | 市民の権利と義務                    | ガブリエル・ボノ・ドゥ・マブリ                 | 川合清隆                          | 2014/05 |
| 13  | 物体論                              | トーマス・ホッブズ                             | 本田裕志                          | 2015/07 |
| 14  | 商業についての政治的試論            | ジャン＝フランソワ・ムロン                     | 米田昇平 後藤浩子                 | 2015/12 |
| 15  | 経済学の本質と意義                  | ライオネル・ロビンズ                           | 小峯敦 大槻忠史                   | 2016/01 |
| 16  | 道徳と自然宗教の原理                | ヘンリー・ホーム（ケイムズ卿）                 | 田中秀夫 増田みどり               | 2016/02 |
| 17  | 反マキアヴェッリ論                  | フリードリヒ2世                                | 大津真作                          | 2016/08 |
| 18  | 自然法にもとづく人間と市民の義務    | ザムエル・フォン・プーフェンドルフ             | 前田俊文                          | 2016/09 |
| 19  | フィルマー著作集                    | ロバート・フィルマー                           | 伊藤宏之 渡部秀和                 | 2016/10 |
| 20  | 道徳哲学史                          | ジャン・バルべラック                           | 門亜樹子                          | 2017/06 |
| 21  | 貨幣論                              | フェルディナンド・ガリアーニ                   | 黒須純一郎                        | 2017/08 |
| 22  | 市民社会史論                        | アダム・ファーガソン                           | 天羽康夫 青木裕子                 | 2018/05 |
| 23  | 合衆国滞在記                        | アレクシ・ド・トクヴィル                       | 大津真作                          | 2018/10 |
| 24  | 人間知性研究                        | デイヴィッド・ヒューム                         | 神野慧一郎 中才敏郎               | 2018/12 |
| 25  | 新しい学の諸原理                    | ジャンバッティスタ・ヴィーコ                   | 上村忠男                          | 2018/12 |
| 26  | 国家活動の限界                      | ヴィルヘルム・フォン・フンボルト               | 西村稔                            | 2019/08 |
| 27  | 道徳について (人間本性論３)         | デイヴィッド・ヒューム                         | 神野慧一郎 林誓雄                 | 2019/10 |
| 28  | 論理学体系 4                        | ジョン・スチュアート・ミル                     | 江口聡 佐々木憲介                 | 2020/01 |
| 29  | 人間の権利の擁護/娘達の教育について | メアリ・ウルストンクラフト                     | 清水和子 後藤浩子 梅垣千尋        | 2020/08 |
| 30  | 穀物立法と穀物取引について          | ジャック・ネッケル                             | 大津真作                          | 2021/01 |
| 31  | 海洋自由論/ 海洋閉鎖論 １           | フーゴー・グローティウス ジョン・セルデン      | 本田裕志                          | 2021/02 |
| 32  | 海洋閉鎖論 2                        | ジョン・セルデン                               | 本田裕志                          | 2021/11 |
| 33  | オランダ旅行                        | ドニ・ディドロ                                 | 川村文重                          | 2022/07 |
| 34  | 寛容書簡                            | ジョン・ロック                                 | 山田園子                          | 2022/09 |